# Bikovo tržište
Bikovo tržište (eng. bull market) je rastuće tržište vrijednosnih papira. Optimistička situacija na tržištu vrijednosnih papira zbog koje cijene vrijednosnih papira rastu. Tržište na kojem više investitora očekuje poraste cijena dionica od investitora koji očekuju pad njihovih cijena.